# Liste der mexikanischen Botschafter in Ghana
Die Vollversammlung der Vereinten Nationen empfahl mit einer Resolution 944 am 15. Dezember 1955, dass die Regierung des Vereinigten Königreichs – in Beratung mit dem Plebiszit-Kommissar – die Abhaltung eines Plebiszits durchführt, um zu ermitteln, ob die Bevölkerung des Britisch-Togoland einen selbständigen Staat bilden oder mit der damaligen Goldküste den Staat Ghana bilden wollte. Zum Plebiszit-Kommissar für die Abstimmung am 9. Mai 1956 wurde der mexikanische Diplomat Eduardo Espinosa y Prieto bestellt.
Die Botschaft in Accra wurde vom damaligen mexikanischen Präsidenten Adolfo López Mateos eröffnet, der mit dem damaligen ghanaischen Präsidenten Kwame Nkrumah befreundet war.
| Ernennung Akkreditierung | Name                                   | Bemerkungen                        | ernannt von                   | akkreditiert bei der Regierung | Posten verlassen |
| ------------------------ | -------------------------------------- | ---------------------------------- | ----------------------------- | ------------------------------ | ---------------- |
| 1964                     | Jesús Reyes Ruiz                       | (* 2. Juli 1908 in Aguascalientes) | Gustavo Díaz Ordaz            | Kwame Nkrumah                  |                  |
| 1967                     | Ernesto Madero Vázquez                 |                                    | Gustavo Díaz Ordaz            | Joseph Arthur Ankrah           |                  |
| 1973                     | José Pontones Tovar                    |                                    | Luis Echeverría Álvarez       | Ignatius Kutu Acheampong       | 1976             |
| 1995                     | Francisco José Cruz González           |                                    | Ernesto Zedillo Ponce de León | Jerry Rawlings                 | 2001             |
| 2003                     | Juan Antonio Mateos Cícero             |                                    | Vicente Fox Quesada           | John Agyekum Kufuor            |                  |
| 2007                     | Porfirio Thierry Muñoz Ledo Chevannier |                                    | Felipe Calderón               | John Agyekum Kufuor            |                  |